# Grupo Executivo e de Trabalho e Estudos de Projetos Espaciais

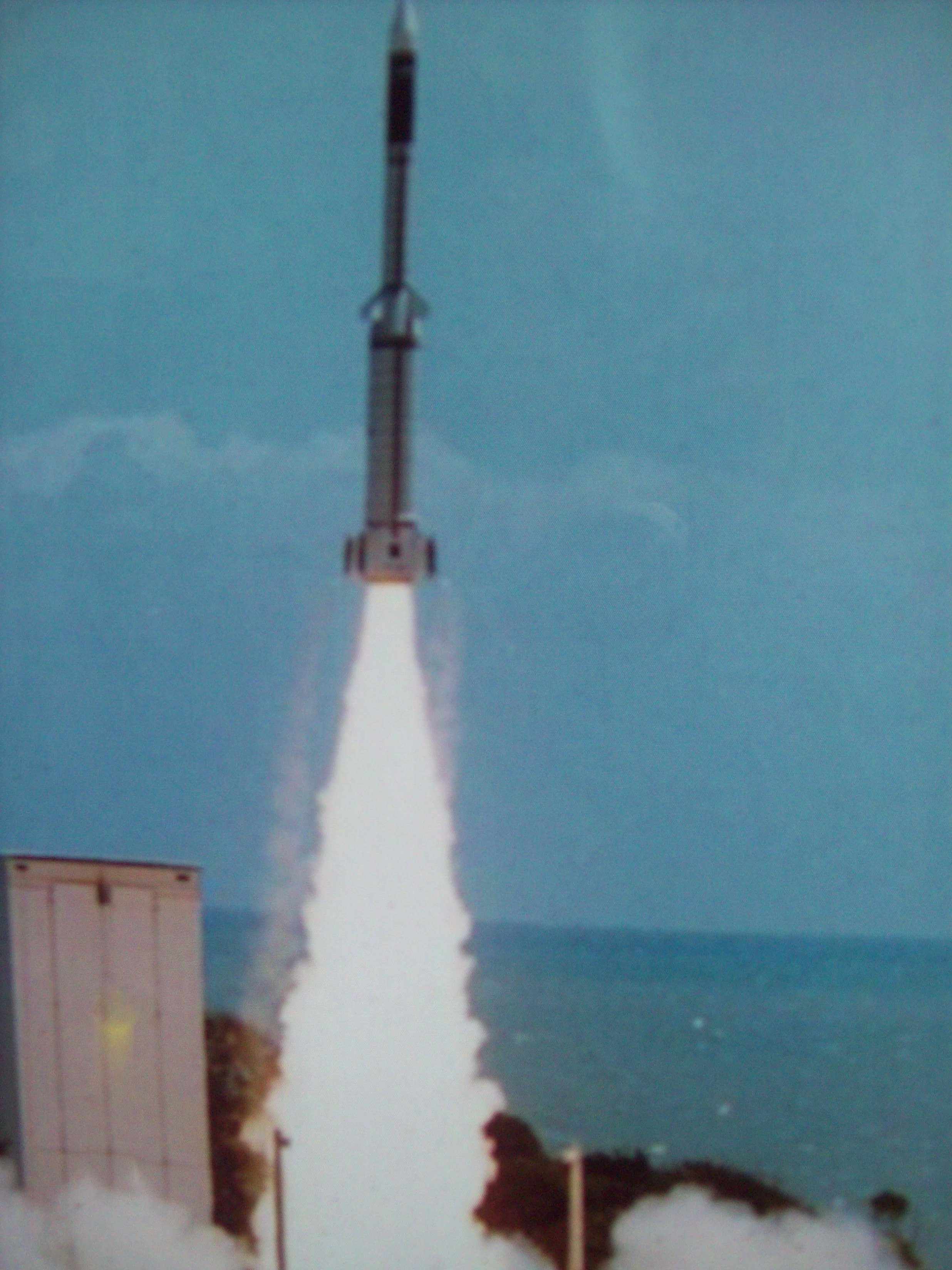
Foguete Sonda IV sendo lançado do CLBI, dois legados do GETEPE.

Originalmente GTEPE, o GETEPE (Grupo Executivo e de Trabalho e Estudos de Projetos Espaciais), foi um grupo de trabalho criado em 1964, que viabilizou o ingresso do Brasil nas atividades de pesquisas espaciais internacionais, vindo depois a se transformar no que é hoje o Instituto de Aeronáutica e Espaço (IAE).

## Histórico
Em 1958, por determinação do Ministério da Aeronáutica, foi confeccionado um relatório visando estabelecer e equacionar os fatores relevantes de uma abordagem técnica, particularmente voltada à criação de mísseis. Ao relatório apresentado, foi anexada uma minuta de portaria para a criação da CEPE – Comissão de 
Estudos e Projetos Especiais, incumbida de elaborar um programa de desenvolvimento de meios materiais e de pessoal, suficientes para a montagem de um trabalho incipiente. No entanto devido as questões políticas e mudanças no Governo e nos Ministérios, esse projeto não seguiu adiante.
No início de 1963, foi proposta a criação da Comissão Nacional de Mísseis, já no âmbito das três forças armadas e interministerial. Isso resultou em uma série de reuniões, cujo resultado, foi uma proposta de trabalho conjunto entre a CNAE e Aeronáutica submetida em Fevereiro de 1964. Para concretizar essa proposta, foi criado em 10 de Junho de 1964, o GTEPE – Grupo de Trabalhos de Estudos de Projetos Especiais, subordinado ao Estado Maior da Aeronáutica, nessa primeira fase, eram Projetos Especiais, para não despertar reações contrárias às pesquisas espaciais na Aeronáutica. Com o prestígio do então Diretor científico da CNAE, foi possível obter junto a NASA, treinamento para um grupo de técnicos, e também todos os instrumentos necessários para equipar um centro de lançamento de foguetes.

## Desenvolvimento
Com a criação do GTEPE, as atividades se aceleraram. Técnicos passaram a buscar um local adequado para a construção do centro de lançamento de foguetes. O local escolhido, está situado no bairro de Ponta Negra a cerca de 18 km de Natal, RN, veio a se tornar o que é conhecido hoje como CLBI.
Em meados de 1964, o GTEPE, com todo o apoio técnico da CNAE, iniciou a construção das instalações básicas. No segundo semestre de 1964, técnicos do GTEPE estiveram em treinamento no Campo de Lançamentos da Força Aérea Argentina, em Chamical, onde tiveram as primeiras experiências com o lançamento de foguetes Franceses do tipo Belier Centaure e norte-americanos Nike Cajun, o que serviu para uma melhor avaliação das necessidades de um centro de lançamento de foguetes, o que resultou numa revisão dos planos iniciais.
Em seguida, o mesmo grupo foi enviado para os Estados Unidos para receber treinamento da NASA, em Wallops Flight Facility, Virgínia, e também 
no Goddard Space Flight Center, Maryland. Como "prova final" desse treinamento, o grupo assumiu totalmente o lançamento de um foguete Nike Apache, realizado no dia 24 de Agosto de 1965, no Campo de Wallops.

## Realização
Daí até Dezembro de 1965, o foco do GTEPE, foi a montagem final do Centro de Lançamento da Barreira do Inferno, ao menos com a instrumentação mínima necessária para atender os compromissos assumidos pela CNAE junto à NASA. O campo foi finalmente inaugurado em 15 de Dezembro de 1965, com o disparo, rastreio e coleta de dados bem-sucedido de um foguete Nike Apache, efetivando assim, o início da participação Brasileira no esforço de pesquisa espacial internacional.

## Legado
Em 02 de Dezembro de 1966, o GTEPE foi reestruturado e passou a se denominar GETEPE – Grupo Executivo de Trabalho e Estudos de Projetos Espaciais, daí por diante sim, Projetos Espaciais. Com a reforma administrativa ocorrida em outubro de 1971, o GETEPE foi transformado no IAE – Instituto de Atividades Espaciais. Em 1991, ocorreu uma fusão entre o Instituto de Atividades Espaciais e o Instituto de Pesquisas e Desenvolvimento, passando a ser identificado como IAE, agora Instituto de Aeronáutica e Espaço, passando a ser uma das unidades do DCTA – Departamento de Ciência e Tecnologia Aeroespacial.